# 馬萬祺博士大馬路
馬萬祺博士大馬路（葡萄牙語：Avenida Doutor Ma Man Kei）位於澳門半島新城A區，北起友誼圓形地，南至濠江圓形地，以紀念前全國政協副主席、澳門中華總商會永遠會長馬萬祺，該道路於2018年10月23日下午3時配合港珠澳大橋於2018年10月24日通車在即率先開放啟用。該路亦包括連接東方明珠至新城A區北部的A1連接橋，是首條往返新城A區和港珠澳大橋澳門邊檢大樓兼唯一通道之道路部分。

## 歷史

### A1連接橋建造過程
A1橋，工程規劃及興建期間正式名稱為“新城A區至澳門半島之間的連接通道”，是一條高架連接橋，接駁新城A區至澳門半島東方明珠。
2016年11月21日，特區公報刊登行政長官批示，政府判給「新城A區至澳門半島之間的連接橋建造工程」，3.05億元造價分三年支付，由中國港灣工程公司承建。連接新城A區北部至澳門半島東方明珠，總長度約為400米，6條行車線，每方向3條行車線。
2017年10月，連接橋主體工程現雛形，按合同規定於11月前完工，避免影響新城A區各項基建工程展開。當時連接橋兩端及橋面各項設施仍未施工。

### 正式命名
2018年5月8日，民政總署於澳門特區政府《公報》第21期第二組刊登告示，關於A區內連接東方明珠至港珠澳大橋澳門邊檢大樓的首段連接道路作命名，包括本主幹道。

### 開放啟用
2018年10月23日下午3時，為配合港珠澳大橋於同年10月24日通車，本道路包括A1連接橋率先開放使用。
2022年11月9日，友誼圓形地行車天橋首期工程完工並通車，當中A匝道由東北大馬路連接至A1連接橋及本道路。
2023年4月28日，公共建設局對本路段展開擴闊工程，其中往濠江圓形地方向約120米道路改為雙線車道，以提升進入口岸的車道通行能力，減少前往港珠澳大橋澳門邊檢大樓出境車輛等候通關而做成的擁塞情況。
2024年2月4日，配合A區北區及中區下階段進行共同管道及道路施工創造條件，連接濠江圓形地前往A1橋至澳門半島的西側道路正式啟用，該道路改作單向行車駛入港珠澳大橋澳門邊檢大樓方向。

### 封閉改造
2024年5月20日，新城A區中央道路開通，期間該道路部分路段將臨時封閉，以進行共同管道及道路施工創造條件。
2024年8月25日，新城A區東側道路開通，期間該道路實施全線封閉，以配合進行新城A區共同管道及道路施工創造條件。

## 特色
本道路是首條連接新城A區及港珠澳大橋澳門邊檢大樓的道路，直至2023年1月是唯一通道連接兩處。土地工務運輸局表示，本道路包括新城A區至東方明珠的連接通道 (即A1橋) 雖以橋樑方式建造，實際與陸上的高架立交通道無異。當澳門發出八號或以上風球期間不會封閉，方便新城A區居民往返澳門半島其他區域，但市民應儘量留在安全地方，不宜外出。

## 交通

### 輕軌
█  東線：ES2站（興建中）

### 巴士
現時新城A區只有兩條巴士路線行經此處，但於本道路上不設任何站點，分別為往返港珠澳大橋澳門口岸的101X及102X路線。
2022年7月23日，為配合“6‧18疫情防疫鞏固期”，曾臨時開辦27S路線往返新城A區公屋地盤周邊，曾設置“馬萬祺博士大馬路臨時站-1”及“馬萬祺博士大馬路臨時站-2”站供該線停靠。但隨著疫情過渡期結束，加上各公共巴士路線已恢復基本運作，該線於2022年8月8日起停止運作。該線取消後引起社會人士包括立法會直選議員梁鴻細批評，冀交通事務局能夠復辦該線，並考慮安排101X及102X路線於區內設站，方便於該區公共房屋地盤內工作之人士出入。

## 爭議及事故
2021年12月10日，一輛電單車沿本道路往豚城大馬路方向行駛，駛至近濠江圓形地時被一輛重型田螺車（混凝土車）撞到。26歲男性電單車司機一度無呼吸心跳，被送往鏡湖醫院搶救。涉事司機年約60歲，澳門居民，初步懷疑田螺車無讓先引致意外。據現場消息指，肇事田螺車當時由路口駛出本道路，本應前往濠江圓形地方向，但田螺車疑不按地線，“偷雞”過實線轉右兼無讓先，導致意外發生。治安警表示，事發在當天上午10時許，一輛重型電單車沿馬萬褀博士大馬路往豚城大馬路方向行駛，當車駛至近燈柱306C03編號街口時，一輛由新城A區近濠江圓形地街口駛出，懷疑未有依應遵交通符號讓先駛出並過實線右轉駛進本道路往澳門半島方向，導致電單車猛烈撞向田螺車右邊車身。同年12月20日，26歲男性電單車司機經搶救後延至當天凌晨2時許傷重不治。
2023年1月8日，中港澳三地全面恢復通關，加上“澳車北上”政策於同年元旦起實施，往來港珠澳大橋澳門邊檢大樓車流量的明顯上升，加上現場交通佈局的多重因素影響，造成車流壅塞的情況。同年2月中旬，立法會直選議員馬耀鋒建議當局加強對主要節點的臨時指揮措施，理順車輛動線及路線規劃；同時建議加快友誼圓形地立體化交通的建設規劃，以配合跨區交通的整體佈局。交通諮詢委員會副主席林智超表示，不少香港旅客經港珠澳大橋口岸來澳，加上“澳車北上”，以及大部分車輛需經東方明珠迴旋處往返氹仔和關閘，附近一帶交通相對繁忙，建議當局改道或調整交通標誌，理順交通，例如提前分流由關閘前往東方明珠的車輛。同時建議當局研究優化行車線及道路調配，以及研究澳車北上通關口岸開放至其他口岸，減輕港珠澳大橋珠澳口岸的交通壓力，以及建議旅行團經由橫琴口岸入境。
2023年4月5日清明節當天，“澳車北上”二千個通關名額於前一日預約爆滿，是措施實施以來首次。大橋澳門口岸出現嚴重交通擠塞，往大橋澳門口岸方向龍尾倒灌接近友誼圓形地。有駕駛者直指該區道路規劃有問題，建議應推出措施分流“澳車北上”人士，而位於大橋澳門口岸內的香港入境大堂和巴士總站出現排隊人流，有部分香港旅客形容秩序混亂，人手安排亦不足。澳門立法會直選議員李靜儀指當局需回應有關回覆內容和所指措施，並未能回應居民對於優化A區交通的訴求。又指出當前道路正開始規劃設計或興建中，短期內難以解決問題。由於途經A區前往大橋口岸的不少路段均為單線行車，經常堵塞，車龍甚至“倒灌”影響東方明珠迴旋處的交通。她建議當局儘快完善A區內的路網規劃和設計，並開通A區內的其他道路，以分流前往港珠澳大橋口岸、離境車道的車輛、公共交通工具以及工程車等重型車輛，須有短期措施以緩解區內的交通擠塞。冀商討逐步放寬“澳車北上”通行口岸範圍至橫琴口岸，而A區工程如火如茶之際，需要大批工程施工人員上班，卻缺乏巴士線路安排，相關承建商亦沒有為人員作相應的交通安排，導致不少人需要“徒步行橋”返放工，相當不便和危險；希望當局積極與承建商協調解決，回應有關人員的交通需求，並持續改善前往港珠澳大橋口岸的公交安排，為僱員和居民提供好的出行環境。
2024年8月15日，近濠江圓形地處在紅色暴雨警告信號生效期間發生路陷，現場屬於封閉路段，路陷現場約3米深，範圍約6米長乘6米寬，事件沒有造成任何人員傷亡和損失。